# António da Mota Veiga
António Jorge Martins da Mota Veiga GOC • GCC (Cascais, Cascais, 28 de fevereiro de 1915 — Lisboa, 14 de novembro de 2005) foi um advogado, administrador, professor de direito e político português.

## Família
Era filho de Elisário Eduardo da Mota Veiga, Licenciado em Direito pela Faculdade de Direito da Universidade de Coimbra e advogado, e de sua mulher Antónia Martins.
Casou com Maria Emília da Gama Caeiro, filha de Francisco José Caeiro e de sua mulher Deolinda de Sousa de Lima Ferreira da Gama.

## Educação e vida profissional
Licenciou-se em ciências histórico-políticas em 1936 e em ciências político-económicas em 1939. Doutorou-se em Direito pela Faculdade de Direito da Universidade de Lisboa, tendo iniciado carreira como advogado. Mais tarde tornar-se-ia agente do Ministério Público junto do Auditório Administrativo de Lisboa, e docente do Instituto de Serviço Social.
Foi secretário de Estado, ministro, juiz conselheiro do Supremo Tribunal de Justiça e administrador da Caixa Geral de Depósitos (1954–1969) e presidente do seu Conselho de Administração (1970). Foi também membro do Conselho Fiscal da Companhia Agrícola Ultramarina (1956–1965) e presidente da Assembleia Geral da Sociedade Agrícola Colonial (1961–1965).
Foi também professor e reitor da Universidade Lusíada.
Foi feito Grande-Oficial da Ordem Militar de Nosso Senhor Jesus Cristo a 1 de Setembro de 1950 e elevado a Grã-Cruz da mesma Ordem a 9 de Abril de 1968.

## Carreira política
Entre 1948 e 1950 foi subsecretário de Estado das Corporações e Previdência Social.
A 19 de março de 1965 foi nomeado ministro de Estado adjunto do presidente do Conselho, substituindo José Gonçalo Correia de Oliveira no segundo governo do Estado Novo (1936–1968), o terceiro de António de Oliveira Salazar, e o mais longo. Mota Veiga viria a servir no cargo até ao afastamento de Salazar a 27 de setembro de 1968. Durante esse período presidiu ao Conselho de Ministros para os Assuntos Económicos e coordenou, entre 1965 e 1967, o Plano Intercalar de Fomento. Coube-lhe também a coordenação dos serviços da Junta de Energia Nuclear, do Instituto Nacional de Estatística e a Reforma Administrativa.
Após a experiência governativa seria ainda procurador à Câmara Corporativa, por designação do Conselho Cooperativo.
A par da carreira política, desenvolveu também funções administrativas, nomeadamente como presidente da Junta Central das Casas do Povo (1948–1949), vogal do Conselho Técnico Corporativo, membro do Centro de Estudos do Instituto Nacional de Estatística (1953), vogal do Centro de Estudos Políticos e Sociais da Junta de Investigação do Ultramar, membro da Junta Central do Trabalho do Ministério do Interior, presidente da Direção do Centro Colonial, diretor da Sociedade de Emigração para São Tomé e Príncipe, presidente da Comissão Nacional para o Estudo da Produtividade e Trabalho na África Portuguesa e presidente da Direção do Centro de Atividades Económicas de São Tomé e Príncipe (1969–1970).